# Холма (Красноярский край)
Холма́ — деревня в Назаровском районе Красноярского края России. Входит в состав Сахаптинского сельсовета.

## География
Деревня находится на расстоянии 41 км к югу от города Назарово, административного центра района.

## Население
| 2010 |
| ---- |
| 114  |

### Гендерный состав
По данным Всероссийской переписи населения 2010 года, в деревне проживало 114 человек (63 мужчины и 51 женщина).